# 1957年诺贝尔物理学奖
1957年诺贝尔物理学奖颁给杨振宁和李政道，理由是“他们对所谓的宇称不守恒定律的敏锐地研究，该定律导致了有关基本粒子的许多重大发现”。评审委员会于1957年10月31日宣布获奖者。他们是首个具有中国国籍的诺贝尔奖得主，因此引发了海峡两岸的重视。

## 海峡两岸反应
1957年10月31日，中华民国外交部部长叶公超、教育部部长张其昀和驻联合国大使蒋廷黻向二人发去贺电。中国共产党因担心引起杨李二人不便，令吴有训、周培源、钱三强三人以中国物理学会的名义发去贺电。
《人民日报》11月1日第五版刊载新华社电讯，报道两人获奖，次日于头版报道中国物理学会的贺电。《中央日报》11月1日头版刊载美联社和中央社的电讯，之后几日跟进报道。台北《新生报》对李政道家属进行了专访。
中共上层派中国物理学家张文裕从北京出发，乘苏联飞机转道莫斯科，前去斯德哥尔摩祝贺。12月8日，杨李二人抵达斯德哥尔摩机场，张文裕、中华人民共和国驻瑞典大使馆文化参赞徐中夫，瑞典外交部、瑞典科学院及诺贝尔奖金委员会代表赴机场欢迎。瑞典邀请中华人民共和国驻瑞典大使韩念龙参加颁奖典礼，但韩因中央社记者洪珊出席典礼而拒绝参加，中国大使的椅子因此空置。杨李二人在典礼结束后打电话邀请张文裕参加庆祝晚宴，张文裕最终于晚宴进行到一半时到场。事后，中华人民共和国政府严厉批评驻瑞典大使馆的不当处理。
文化大革命时期，宇称不守恒理论因“打破了静止”，被四人帮利用；1978年5月13日，《光明日报》发表何祚庥的《真理的标准只能是社会实践——从宇称不守恒的发现说起》，批驳了四人帮的观点。